# Hisao Kami
Hisao Kami (jap. 上久雄 Kami Hisao; ur. 28 czerwca 1941 w prefekturze Hiroszima) – japoński piłkarz, reprezentant kraju.

## Kariera klubowa
Od 1960 do 1972 roku występował w klubie Nippon Steel.

## Kariera reprezentacyjna
Karierę reprezentacyjną rozpoczął w 1964, a zakończył w 1968 roku. W sumie w reprezentacji wystąpił w 15 spotkaniach. Został powołany do kadry na Igrzyska Olimpijskie w 1964 roku.

## Statystyki
| Reprezentacja Japonii | Reprezentacja Japonii | Reprezentacja Japonii |
| Rok                   | Mecze                 | Gole                  |
| --------------------- | --------------------- | --------------------- |
| 1964                  | 1                     | 0                     |
| 1965                  | 3                     | 0                     |
| 1966                  | 5                     | 0                     |
| 1967                  | 4                     | 0                     |
| 1968                  | 2                     | 0                     |
| Razem                 | 15                    | 0                     |